# Panobinostat
Panobinostat este un agent chimioterapic utilizat în tratamentul mielomului multiplu recidivant, în asociere cu bortezomib și dexametazonă. Este un inhibitor al histon-deacetilazelor. Calea de administrare disponibilă este cea orală.